# Rokycany (okres Prešov)
Rokycany jsou obec na Slovensku, v okrese Prešov v Prešovském kraji. V roce 2011 zde žilo 949 obyvatel.

## Poloha
Obec leží v Šarišské vrchovině v dolině potoka Svinka. Nadmořská výška území obce se pohybuje v rozmezí 297 až 497 m, střed obce je ve výšce 315 m n. m. Území je členěná nižší vrchovina s hluboko zařezanými údolími. Je tvořeno karpatským flyšem.
Částečně zalesněné území tvoří 38,2 %, orná půda 26,8 % a ostatní zemědělská půda 24,4 %. Lesy jsou smíšené s převahou dubu a habru.
Obcí protéká potok Svinka, která je levostranným přítokem řeky Hornád, má dva pravostranné přítoky: Brežanský potok a Kvačanský potok. Jižní část obce odvodňuje Hlboký potok, který se vlévá do Svinky u obce Breznov.
Obec sousedí s katastrálním územím obcí Brežany, Kojatice, Bzenov, Janov a Bajerov.

## Historie
První písemná zmínka o obci pochází z roku 1295, kde je nazývána Berky. Další hostorické názvy: v roce 1773 Rokiczany, 1786 Rokičani, 1920 Rokocany, od roku 1927 Rokycany, maďarsky Berki.
V 15. století patřila hradu Sokol a od roku 1423 pod panství šlechtě z Pavloviec v Užské stolici. V roce 1429 byla obec věnována králem Zikmundem městu Košice. V letech 1880–1890 se značná část obyvatel vystěhovala. V roce 1958 bylo založeno JRD, v roce 1949 byla zahájena autobusová doprava, v roce 1951 byla obec elektrifikována. V letech 1998 a 1999 zasáhla obec velká povodeň.

## Památky
V obci se nachází dva kostely.
- Římskokatolický kostel z konce 14. století, obnovený v roce 1462. Kostel patří pod farnost v Bajerově.[7][8]
- Evangelický kostel z roku 1930.[9]

## Galerie

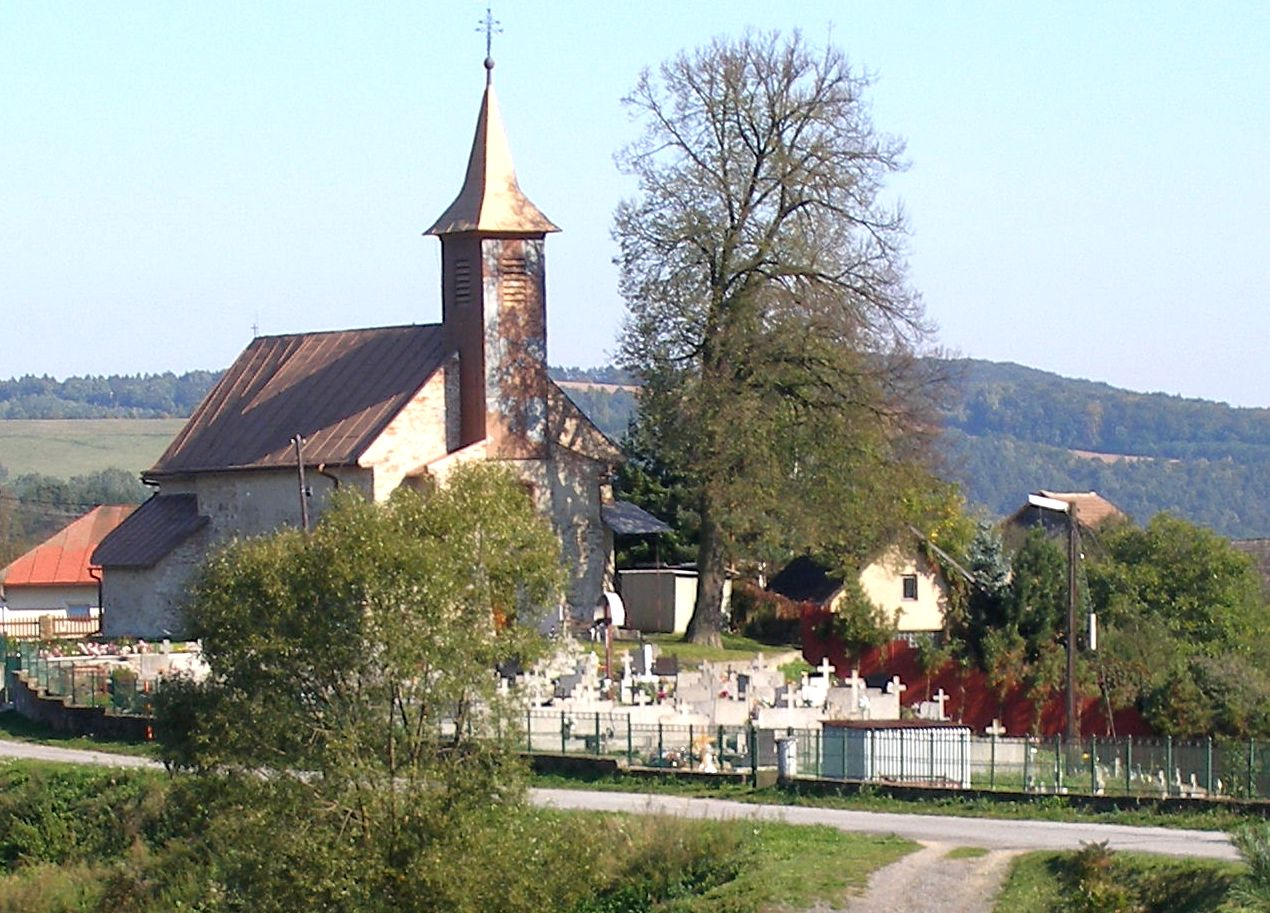
Kostel svaté Kateřiny a hřbitov, 2007
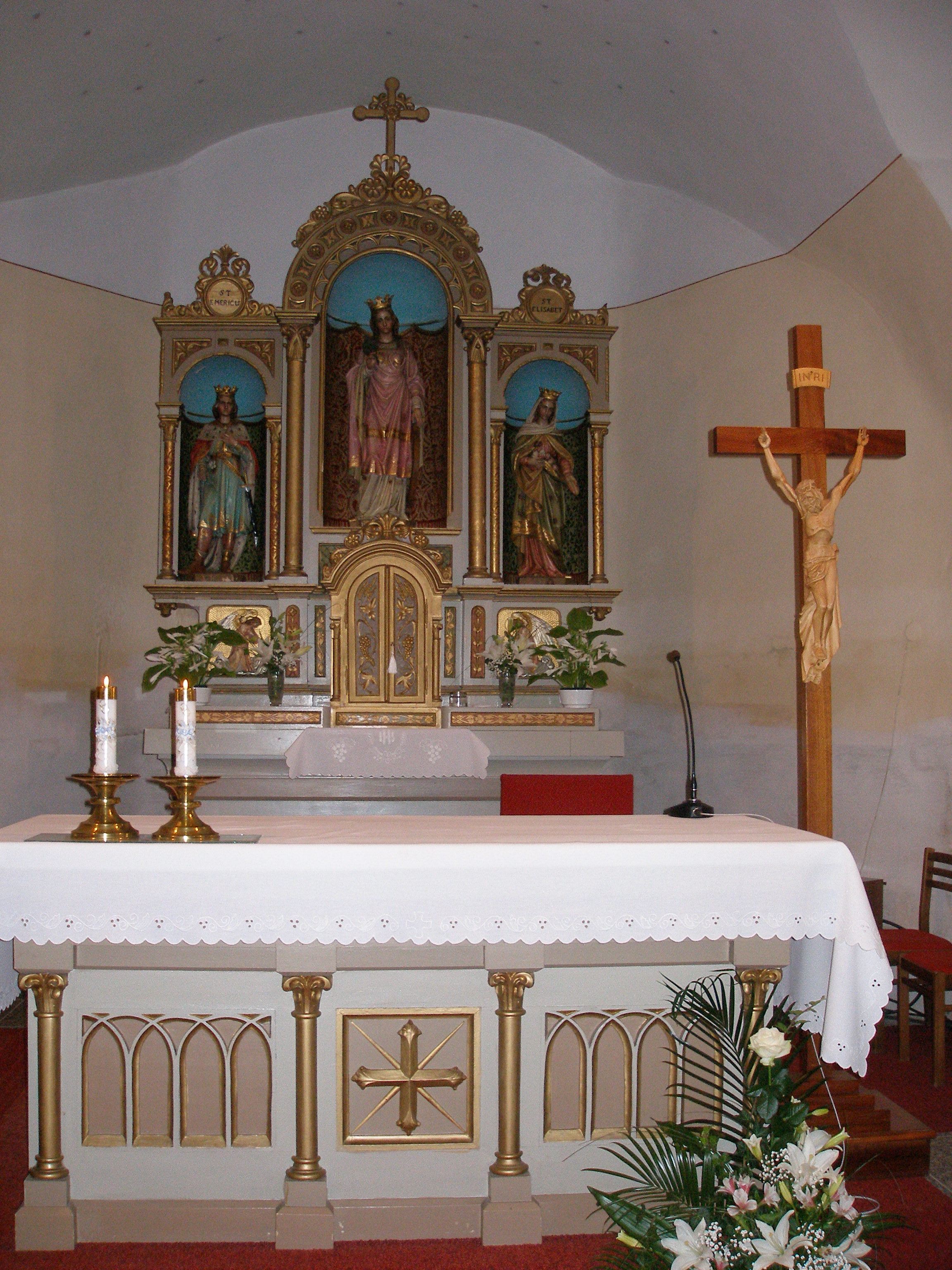
Interiér kostela, 2009
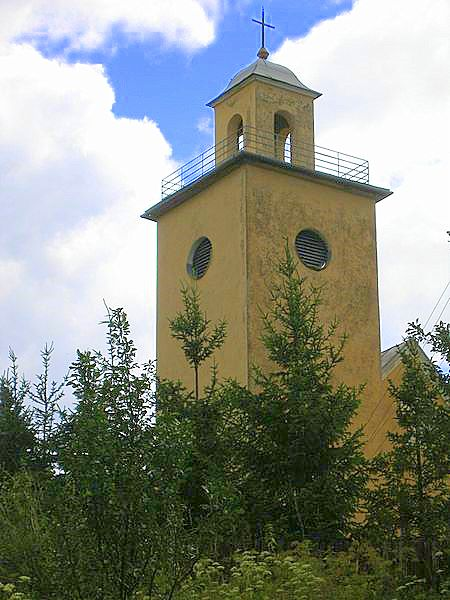
Protestantský kostel, 2007